# Métatome
Les métatomes (également appelés métoches) sont des motifs d’ornementation destinés à rompre les traits de lumière horizontale d’une moulure d’entablement et à projeter des ombres découpées en dessous de la saillie produite par la corniche des entablements d’ordre ionique ou corinthien.
Le métatome (ou la métoche) est l'espace en creux entre deux denticules ou deux modillons. Les métatomes peuvent être nus ou comporter des éléments sculptés en relief (généralement simples pour ne pas détonner avec le caractère lisse du denticule).
D’ordinaire, les métatomes sont d’une largeur inférieure à celle des denticules qu'ils séparent et d'une largeur équivalente s'agissant de modillons.